# 美術社
美術社（びじゅつしゃ）とは、昭和時代初期に存在した新版画の版元である。

## 概要
創業者は長沢小輔といい、始めは複製版画から始まり、昭和に入ってから川瀬巴水、山川秀峰を起用して新版画の制作にあたった版元であった。1927年（昭和2年）4月9日に大阪毎日新聞、東京日々新聞が新時代の景勝地を選定しようと行った企画によって同年、巴水の『日本新八景』シリーズを版行し、また、1931年（昭和6年）4月には『日本新八景』の縮刷版（はがき版）を版行している。この奥付には「東京市四谷区左門町四番地（現・新宿区左門町）」と所在地が記載されている。
ほかに時期は不明であるが高橋弘明の連作『新興版画 短冊十二ケ月』を制作、版行している。本作は4ヶ月ずつ3回出版され、各回、2図ずつ板紙に止められて4図1組として専用袋に入れられていた。ただし、巴水による『日本新八景』縮刷版の添付文書に、美術社では最初に巴水、秀峰を採用したと記載されており、弘明作品が後出であると考えられる。なお、『新興版画 短冊十二ケ月』の専用袋裏の奥付には所在地が「東京市四谷区花園町十番地（現・新宿区新宿1丁目）」と記載されており、『日本新八景』出版時とは美術社の所在地に相違が見られる。